# Mucur

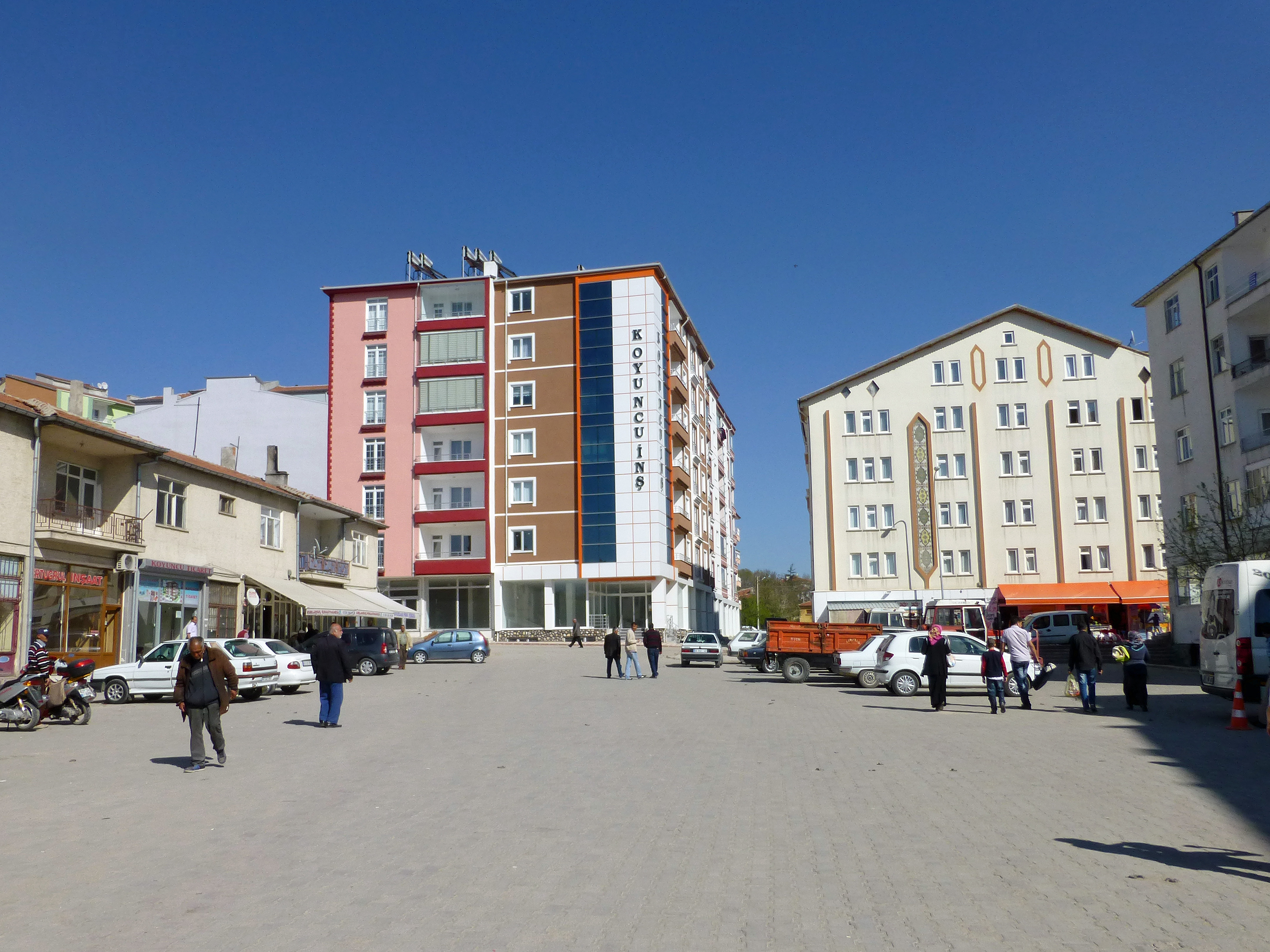
Mucur

Mucur är en stad i Turkiet. Den tillhör provinsen Kırşehir. Det bor ca 15 000 personer i staden. Staden är också administriva orten för distrikten med samma namn.